# Guido Marilungo
Guido Marilungo (Montegranaro, 9 agosto 1989) è un ex calciatore italiano, di ruolo attaccante.

## Caratteristiche tecniche
Nato calcisticamente come centrocampista offensivo, prediligeva il ruolo di prima punta, venendo spesso impiegato anche come seconda punta.
Nel 2010 la rivista spagnola Don Balón lo ha inserito tra i 100 più forti calciatori al mondo nati dal 1989 in poi..

## Carriera

### Club

#### Sampdoria e Lecce
Cresciuto nelle giovanili di Montegranaro Calcio passa alla Sampdoria nella stagione 2004-2005. Nella stagione 2007-2008 si è aggiudicato con la formazione Primavera doriana sia la Coppa Italia, vinta il 10 aprile 2008 contro l'Atalanta, sia il Campionato, vinto il successivo 8 giugno contro l'Inter. Marilungo, dando un grande contributo alla Samp, dimostra di essere un pezzo pregiato della primavera blucerchiata insieme a giocatori quali Vincenzo Fiorillo, Andrea Poli, Vladimir Koman, Fabio Zamblera e Mattia Mustacchio.
Nella stagione 2008-2009 viene aggregato alla prima squadra, ed il 18 gennaio 2009, a 19 anni, esordisce in Serie A entrando in campo al 35º minuto del secondo tempo di Sampdoria-Palermo (0-2), sostituendo Paolo Sammarco. Il 18 febbraio esordisce anche nelle competizioni UEFA per club, in occasione di Sampdoria-Metalist Charkiv (0-1) di Coppa UEFA. Nel febbraio 2009 con la Primavera partecipa al Torneo di Viareggio dove arriva in finale (persa poi per 4-1 contro la Juventus) e viene eletto Golden Boy della manifestazione. Il 26 aprile, nella sua prima partita da titolare in Serie A, riesce a mettere a segno una doppietta, in occasione di Sampdoria-Cagliari (3-3). Il 9 maggio realizza il suo terzo gol in A contro la Reggina.
A fine stagione firma un contratto quinquennale con la società blucerchiata, con cui si lega fino al 2015. Il 27 agosto 2009 si trasferisce in prestito al Lecce, in Serie B. Segna il primo gol con la maglia giallorossa il 26 settembre 2009 in Lecce-Mantova (2-1). Il 19 marzo 2010 sigla la sua prima tripletta, guidando i salentini alla vittoria per 4-2 contro la Reggina al Granillo. Con 13 gol è tra i protagonisti della vittoria del campionato cadetto, che consente ai pugliesi di tornare in Serie A. 
Torna alla Sampdoria nell estate 2010 e, in seguito al litigio tra il presidente Garrone e Antonio Cassano (con conseguente esclusione dalla rosa dell'attaccante barese, poi ceduto al Milan), si gioca insieme a Nicola Pozzi una maglia da titolare (solitamente parte da titolare e Pozzi gli subentra nel secondo tempo).

#### Il passaggio all'Atalanta
Il 12 gennaio 2011 si trasferisce a titolo definitivo all'Atalanta per 4,7 milioni di euro, firmando un contratto fino al 2015. Esordisce con la nuova maglia tre giorni dopo, partendo da titolare nell'incontro disputato dall'Atalanta contro il Vicenza e pareggiato per 1-1. Segna il suo primo gol in nerazzurro il 5 febbraio nella vittoria contro il Pescara per 1-0. Chiude la stagione siglando la seconda marcatura in nerazzurro contro il Cittadella alla sua sedicesima presenza con la squadra di Bergamo. Con l'Atalanta vince per il secondo anno di fila il campionato cadetto. Nel successivo campionato di Serie A mette a segno la sua prima doppietta nel match casalingo contro il Cesena (risultato finale 4-1). Nella partita contro l'Inter del 18 marzo 2012 si infortuna al ginocchio, chiudendo anticipatamente la stagione, in cui ha realizzato 4 gol in 18 presenze. Il successivo 7 ottobre torna in campo dopo l'infortunio nella partita contro la Roma. Il 28 novembre si infortuna nuovamente al ginocchio destro durante la partita di Coppa Italia contro il Cesena.
Ritorna in campo il 17 agosto 2013, quando gioca gli ultimi 9 minuti della partita di Coppa Italia vinta dall'Atalanta per 3-0 contro il Bari.

#### I prestiti a Cesena e Lanciano
Il 17 gennaio 2014, si trasferisce a titolo temporaneo al Cesena, in serie cadetta, non riuscendo a trovare spazio nella formazione lombarda. Fa il suo esordio con i romagnoli il 25 gennaio 2014, nella prima giornata di campionato dopo il suo acquisto. Chiude la stagione regolare con 2 gol in 20 partite; segna anche un gol nell'andata della semifinale play-off contro il Modena, ripetendosi nella gara di ritorno (terminata con il punteggio di 1-1) e consentendo ai bianconeri di accedere alla finale promozione contro il Latina terzo in classifica, contro il quale realizza un altro goal nella finale d'andata. Viene riconfermato in prestito al Cesena anche per la stagione 2014-2015, in Serie A. Il 24 agosto in Cesena-Casertana (1-0) di Coppa Italia segna il primo gol ufficiale della stagione dei bianconeri, che è peraltro anche il suo primo gol assoluto in carriera in Coppa Italia. Nel corso della stagione segna poi un gol in 8 presenze in Serie A, saltando tutta la seconda parte della stagione per un infortunio.
Dopo aver fatto ritorno per fine prestito all'Atalanta il 30 giugno 2015, il 28 agosto dello stesso anno viene ceduto in prestito gratuito alla Virtus Lanciano, società militante nel campionato di Serie B nel corso della stagione realizza 6 reti in 31 presenze che tuttavia non basteranno a salvare la squadra abruzzese dopo i play-out. Con la squadra retrocessa in serie c non viene riscattato tornando nuovamente all'Atalanta.

#### Prestiti ad Empoli e Spezia
Il 26 agosto 2016 viene ufficializzato il suo passaggio in prestito con diritto di riscatto all'Empoli tornando così a distanza di un anno nella massima serie. Esordisce con la squadra toscana alla terza giornata di campionato nella vittoria interna contro il Crotone avvenuta per 2-1. Nel corso della stagione tra piccoli infortuni e svariate panchine non riesce ad esprimersi al meglio restando una seconda scelta del tecnico Giovanni Martusciello venendo impiegato maggiormente da subentrato. Al termine del campionato l'Empoli retrocede in modo rocambolesco in Serie B terminando l'esperienza personale prima di rientrare ancora una volta all'Atalanta con 20 presenze e zero reti.
Per la stagione 2017-18 passa in prestito allo Spezia in Serie B,realizzando 10 reti.

#### Ternana e vari prestiti
Il 18 settembre 2018 firma un contratto biennale con la Ternana. Il 7 ottobre segna la prima rete con i rossoverdi, nel pareggio casalingo col Renate (1-1).  In poco più di due anni segna 13 gol in 68 presenze con gli umbri nel campionato di Serie C (tra stagione regolare) e play-out.
Il 3 ottobre 2020, dopo aver collezionato una presenza con la Ternana nella nuova stagione, si trasferisce in prestito al Monopoli, in Serie C.dove non segnerà nessuna rete in 13 apparizioni. 
Il 13 gennaio 2021 si è trasferito in prestito alla Carrarese.Undici giorni dopo va subito a segno, nel pareggio in casa della Pro Patria per 1-1. Alla fine chiude la stagione con un buon score, 5 reti in 20 presenze. 
Il 4 agosto 2021 viene ceduto in prestito al Pescara in cambio di Frederik Sørensen.
Risolto anticipatamente il prestito al Pescara, il 28 gennaio 2022 passa in prestito alla Pro Sesto.
Il 13 luglio 2022 passa in prestito alla Recanatese, squadra neopromossa in Serie C.

#### Barletta e Montegranaro
Terminato il prestito alla Recanatese e svincolatosi dalla Ternana, il 21 settembre 2023 Marilungo firma un contratto annuale con il Barletta, club militante in Serie D Nel dicembre seguente, dopo 2 reti in 14 presenze, si svincola dalla società pugliese e il 3 gennaio 2024 viene ufficialmente annunciato come nuovo giocatore del Montegranaro, squadra della sua città natale, che disputa il torneo marchigiano di Eccellenza e con cui chiude la sua carriera.

### Nazionale
Il 31 marzo 2009 esordisce con l'Under-20 guidata dal tecnico federale Francesco Rocca, nella partita amichevole Inghilterra-Italia (2-0) giocata a Londra.
L'8 settembre 2009 esordisce in nazionale Under-21, con il tecnico Casiraghi, entrando nel secondo tempo della partita Italia-Lussemburgo (2-0), valida per le qualificazioni all'Europeo 2011. Il 13 ottobre segna il suo primo gol con l'Under-21, nella partita disputata a Mantova contro la Bosnia (1-1). Realizza il suo secondo gol il 17 novembre contro il Lussemburgo.

## Statistiche

### Presenze e reti nei club
Statistiche aggiornate al 5 novembre 2023.
| Stagione            | Squadra          | Campionato       | Campionato | Campionato | Coppe nazionali | Coppe nazionali | Coppe nazionali | Coppe continentali | Coppe continentali | Coppe continentali | Altre coppe | Altre coppe | Altre coppe | Totale | Totale |
| Stagione            | Squadra          | Comp             | Pres       | Reti       | Comp            | Pres            | Reti            | Comp               | Pres               | Reti               | Comp        | Pres        | Reti        | Pres   | Reti   |
| ------------------- | ---------------- | ---------------- | ---------- | ---------- | --------------- | --------------- | --------------- | ------------------ | ------------------ | ------------------ | ----------- | ----------- | ----------- | ------ | ------ |
| 2008-2009           | Sampdoria        | A                | 7          | 3          | CI              | 0               | 0               | CU                 | 2                  | 0                  | -           | -           | -           | 9      | 3      |
| 2009-2010           | Lecce            | B                | 35         | 13         | CI              | 0               | 0               | -                  | -                  | -                  | -           | -           | -           | 35     | 13     |
| 2010-gen. 2011      | Sampdoria        | A                | 15         | 0          | CI              | 0               | 0               | UCL+UEL            | 0+5                | 0                  | -           | -           | -           | 20     | 0      |
| Totale Sampdoria    | Totale Sampdoria | Totale Sampdoria | 22         | 3          |                 | 0               | 0               |                    | 7                  | 0                  |             | -           | -           | 29     | 3      |
| gen.-giu. 2011      | Atalanta         | B                | 16         | 2          | CI              | 0               | 0               | -                  | -                  | -                  | -           | -           | -           | 16     | 2      |
| 2011-2012           | Atalanta         | A                | 18         | 4          | CI              | 1               | 0               | -                  | -                  | -                  | -           | -           | -           | 19     | 4      |
| 2012-2013           | Atalanta         | A                | 2          | 0          | CI              | 1               | 0               | -                  | -                  | -                  | -           | -           | -           | 3      | 0      |
| 2013-gen. 2014      | Atalanta         | A                | 6          | 0          | CI              | 3               | 0               | -                  | -                  | -                  | -           | -           | -           | 9      | 0      |
| Totale Atalanta     | Totale Atalanta  | Totale Atalanta  | 42         | 6          |                 | 5               | 0               |                    | -                  | -                  |             | -           | -           | 47     | 6      |
| gen.-giu. 2014      | Cesena           | B                | 20+4       | 2+3        | CI              | 0               | 0               | -                  | -                  | -                  | -           | -           | -           | 24     | 5      |
| 2014-2015           | Cesena           | A                | 8          | 1          | CI              | 1               | 1               | -                  | -                  | -                  | -           | -           | -           | 9      | 2      |
| Totale Cesena       | Totale Cesena    | Totale Cesena    | 28+4       | 3+3        |                 | 1               | 1               |                    | -                  | -                  |             | -           | -           | 33     | 7      |
| 2015-2016           | Virtus Lanciano  | B                | 32+1       | 6+1        | CI              | 0               | 0               | -                  | -                  | -                  | -           | -           | -           | 33     | 6      |
| 2016-2017           | Empoli           | A                | 20         | 0          | CI              | 1               | 0               | -                  | -                  | -                  | -           | -           | -           | 21     | 0      |
| 2017-2018           | Spezia           | B                | 39         | 10         | CI              | 0               | 0               | -                  | -                  | -                  | -           | -           | -           | 39     | 10     |
| 2018-2019           | Ternana          | C                | 38         | 10         | CI+CI-C         | 0+1             | 0               | -                  | -                  | -                  | -           | -           | -           | 39     | 10     |
| 2019-2020           | Ternana          | C                | 27+2       | 3          | CI+CI-C         | 0+0             | 0               | -                  | -                  | -                  | -           | -           | -           | 29     | 3      |
| set.-ott. 2020      | Ternana          | C                | 1          | 0          | CI              | 0               | 0               | -                  | -                  | -                  | -           | -           | -           | 1      | 0      |
| Totale Ternana      | Totale Ternana   | Totale Ternana   | 66+2       | 13         |                 | 1               | 0               |                    | -                  | -                  |             | -           | -           | 69     | 13     |
| ott. 2020-gen. 2021 | Monopoli         | C                | 13         | 0          | CI              | 1               | 0               | -                  | -                  | -                  | -           | -           | -           | 14     | 0      |
| gen.-giu. 2021      | Carrarese        | C                | 20         | 5          | CI              | 0               | 0               | -                  | -                  | -                  | -           | -           | -           | 20     | 5      |
| 2021-gen. 2022      | Pescara          | C                | 9          | 0          | CI-C            | 2               | 0               | -                  | -                  | -                  | -           | -           | -           | 11     | 0      |
| gen.-giu. 2022      | Pro Sesto        | C                | 14+2       | 0          | CI-C            | 0               | 0               | -                  | -                  | -                  | -           | -           | -           | 16     | 0      |
| 2022-2023           | Recanatese       | C                | 23+1       | 0          | CI-C            | 1               | 0               | -                  | -                  | -                  | -           | -           | -           | 25     | 0      |
| 2023-2024           | Barletta         | D                | 14         | 2          | CI-D            | 0               | 0               | -                  | -                  | -                  | -           | -           | -           | 14     | 2      |
| Totale carriera     | Totale carriera  | Totale carriera  | 372+10     | 64         |                 | 12              | 1               |                    | 7                  | 0                  |             | -           | -           | 401    | 65     |

## Palmarès

### Club

#### Competizioni giovanili
- Campionato Primavera: 1

Sampdoria: 2007-2008
- Coppa Italia Primavera: 1

Sampdoria: 2007-2008
- Supercoppa Primavera: 1

Sampdoria: 2008

#### Competizioni nazionali
- Campionato italiano di Serie B: 2

Lecce: 2009-2010
Atalanta: 2010-2011

### Individuale
- Golden Boy del Torneo di Viareggio: 1

2009